# Sukadadi (Arahan)
Sukadadi is een bestuurslaag in het regentschap Indramayu van de provincie West-Java, Indonesië. Sukadadi telt 3090 inwoners (volkstelling 2010).